# Rosario Hormaeche
Rosario Hormaeche (15 de enero de 1940, Montevideo, Uruguay - 28 de junio de 2019, Alsbach-Hähnlein, Alemania) fue una bailarina y coreógrafa uruguaya de amplia trayectoria internacional en la década de 1960-70.

## Trayectoria
Se formó en el Ballet Nacional Sodre del Uruguay, donde realizó gran parte de su carrera desde mediados de los años 50-60 en coreografías sobre obras de Debussy, Chopin, Strauss, Liszt, Bach, Vivaldi, Schubert, Berlioz y Villa-Lobos, y así también de maestros nacionales como Ascone y Héctor Tosar junto a otras figuras señeras contemporáneas como Raúl Severo, Olga Bérgolo, Diego Alberto y Heber Arnoux, incorporándose luego al Ballet Nacional Chileno donde se destacó como primera bailarina, fue destacada partenaire de su compatriota Alejandro Godoy.
En Santiago de Chile se especializa y participa en coreografías contemporáneas en una capital altamente influenciada por la obra del célebre Kurt Jooss continuada en 1960 con el coreógrafo norteamericano John Taras de quienque estrenó "Diseño para Seis" en 1960 junto a Patricia Aules, Nieves Leighton, Virginia Roncal, Oscar Escauriaza y Heinz Poli.
En 1961 con la coreógrafa norteamericana Pauline Koner, fue celebrada con "Concertino", ballet sin línea argumental que expone tres estados de espíritu de la mujer - la formalidad de la vida exterior; la emoción de la vida íntima y la alegría en la colectividad - donde actuó como solista en el grave-presto del "Concertino 3 en La Mayor" de Giovanni Battista Pergolesi, asimismo con "Saltimbanqui" en 1961
En giras internacionales junto al cuerpo de ballet chileno se presentó como solista en Estados Unidos en 1964 y en Brasil.
En el ámbito clásico, entre otros espectáculos del repertorio internacional en el Teatro Municipal de Santiago en el Cascanueces de Piotr Ilich Chaikovski en 1965.
Se retiró pasando sus últimos años en la localidad alemana de Alsbach-Hähnlein donde falleció a la edad de 79 años.